# Daland (ort)
Daland (persiska: دلند) är en del av en befolkad plats i Iran.   Den ligger i provinsen Golestan, i den norra delen av landet, 400 km öster om huvudstaden Teheran. Daland ligger 59 meter över havet och antalet invånare är 7 732.
Terrängen runt Daland är varierad.Runt Daland är det ganska tätbefolkat, med 65 invånare per kvadratkilometer. Närmaste större samhälle är Āzādshahr, 12,4 km nordost om Daland. I omgivningarna runt Daland växer i huvudsak blandskog.